# Cerapachys noctambulus
Cerapachys noctambulus är en myrart som först beskrevs av Santschi 1910.  Cerapachys noctambulus ingår i släktet Cerapachys och familjen myror. Inga underarter finns listade i Catalogue of Life.